# Enicospilus striatipleuris
Enicospilus striatipleuris es una especie de insectos del género Enicospilus, de la familia Ichneumonidae, en el orden Hymenoptera.

## Historia
Fue descrita científicamente por primera vez en el año 1938 por Roman.